# Rustam Karimov
Rustam Karimov (en azerí: Rüstəm Kərimov) es un joven cantante de Azerbaiyán que nació el 18 de agosto de 2003 en Bakú.
Empezó a cantar a la temprana edad de 2 años y pronto se dio cuenta de que tiene talento para la música. Comenzó a dar pequeños conciertos en familia cantando canciones de películas infantiles y dibujos animados. Durante su etapa en la Educación preescolar, fue nombrado el héroe cantante en la guardería y colegio donde continuó protagonizando sus conciertos.
En 2011 ingresó en la Escuela de Música Rashid Beybutov para estudiar piano aunque siente pasión por la guitarra y el tambor, sus instrumentos favoritos. Allí participó en el 80 aniversario de esta escuela.
También ha actuado con la Orquesta Sinfónica del Estado de Azerbaiyán, además de cantar en el concierto de honor del Día nacional de los niños.
En el año 2013 representó a Azerbaiyán en el Festival de la Canción de Eurovisión Junior 2013 con la canción Me and my guitar (Yo y mi guitarra en español), quedando en séptima posición (de un total de doce) con 66 puntos.